# Jining (Ulanqab)
Jining (chiń. 集宁区; pinyin Jíníng Qū) – dzielnica i siedziba prefektury miejskiej Ulanqab w północnych Chinach, w regionie autonomicznym Mongolia Wewnętrzna, na wschodnim skraju gór Daqing Shan. Do 2003 roku oddzielne miasto. W 2010 roku liczba mieszkańców dzielnicy wynosiła 275 344. Ośrodek przemysłu spożywczego i bawełnianego, siedziba katolickiej diecezji, węzeł kolejowy (linia Pekin-Baotou i kolej transmongolska).

## Historia
W 1956 roku nadano gminie miejskiej Pingdiquan (平地泉; Píngdìquán) prawa miejskie; nowe miasto otrzymało nazwę Jining. Szybki rozwój nastąpił po ukończeniu budowy linii kolejowej do Erenhotu w 1955 (fragment kolei transmongolskiej), która łączyła Jining z Ułan Bator i Ułan Ude. Początkowo w mieście znajdował się punkt zmiany rozstawu kół pociągów, jednak w latach 60. Chiny przebudowały swój odcinek do rozstawu szyn 1435 mm i punkt zmiany rozstawu kół przeniesiono do Erenhotu przez co Jining straciło na znaczeniu.
W 2003 roku Jining ustanowiono dzielnicą i siedzibą nowo powstałej prefektury miejskiej Ulanqab.